# Markus Wasmeier Freilichtmuseum Schliersee
Das Markus Wasmeier Freilichtmuseum ist ein privates Museum am Rand des Ortsteils Neuhaus der oberbayerischen Gemeinde Schliersee. Es hat von April bis November geöffnet.

## Geschichte

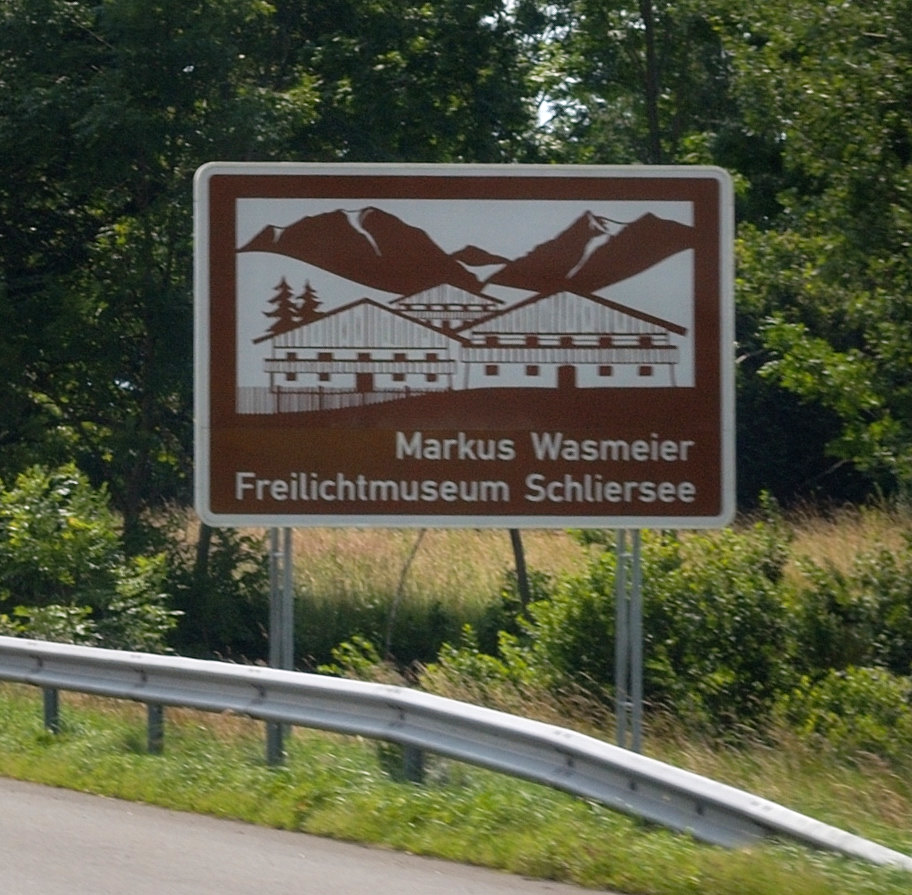
Hinweisschild an der A8

Inspiriert durch ein Freilichtmuseum in Lillehammer in Norwegen reifte im ehemaligen deutschen Skirennläufer Markus Wasmeier die Idee, das kulturelle Erbe zu erhalten und etwas ähnliches in seiner Heimat zu initiieren. So gründete er 1997 den Verein „Markus Wasmeier Bauernhof und Wintersportmuseum Schliersee e.V.“. Der erste Spatenstich erfolgte im Juni 1999. Die Eröffnung des mit Sponsorengeldern errichteten Museums fand am 1. Mai 2007 statt. Begonnen wurde mit drei vom Verfall bedrohten hierher versetzten Bauernhöfen. Das Museum zeigt inzwischen mehr als 22 historische Gebäude des bayerischen Oberlands auf einer Fläche von 60.000 m². Bereits 2008 verzeichnete das Museum eine Besucherzahl von etwa 75.000, welche bis zum Jahr 2010 auf etwa 95.000 Besucher anstieg.

### Gebäude

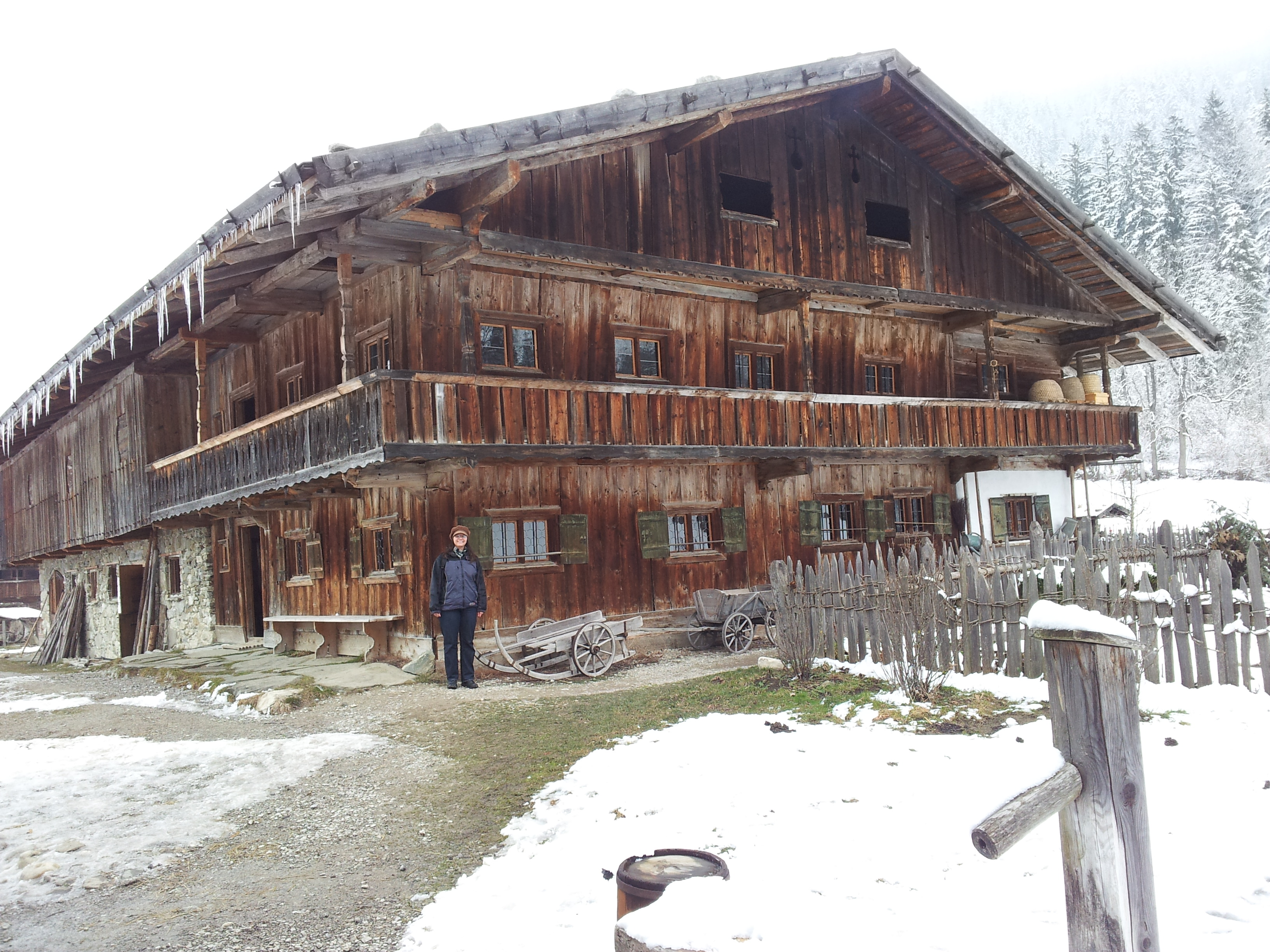
Der Lukashof, 1510er-Jahre

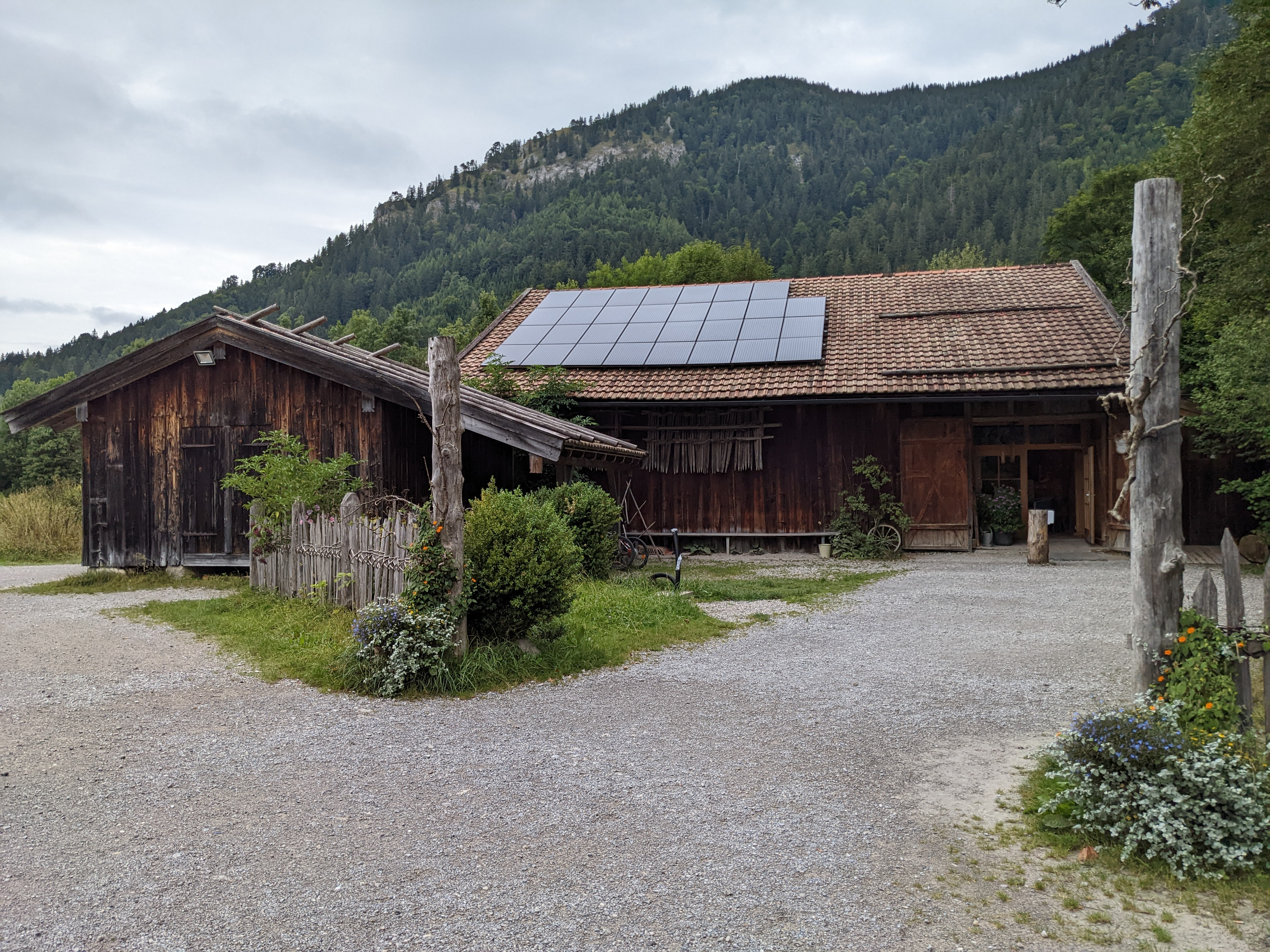
Eingangsbereich

- Riederhof – Bauernhof aus Geitau – denkmalgeschütztes Gebäude in Schliersee, Einfirsthof, Erhaltungszustand etwa 1730.
- Lukashof – Bauernhof aus Finsterwald bei Gmund, Erhaltungszustand etwa 1700 – Denkmalgeschütztes Gebäude in Schliersee und eines der ältesten aus dem Tegernseer Tal erhaltenen Anwesen. Das „Strommuseum“ zeigt die Geschichte der Elektrifizierung Oberbayerns. Ausgestellt sind Küchen der 1940er bis 1970er Jahre und die Weiterentwicklung der Elektrogeräte.
- Zum Wofen – Großbauernhof von 1734, aus Feldkirchen bei Westerham, ein aus zwei Gebäuden bestehendes Anwesen, das als Hof, Schänke, Schmiede und Gefängnis genutzt wurde und in dem sich heute eine historische Bierschöpf-Brauerei befindet.[6]
- Behamhof – Bauernhof aus Agatharied, Erhaltungszustand etwa 1665
- Handwerkerhaus – darin sind jetzt Brennerei, Schmiede, Schreinerei und Schusterei untergebracht.
- Heilig-Kreuz-Kapelle – Neubau, Weihe 2015
- Wahlkaser – Kasalm von der Gotzenalm, Berchtesgadener Land

### Veranstaltungen
Im Freilichtmuseum wird regelmäßig alte Handwerkskunst vorgestellt, z. B. Schnitzen, Filzen, Korbflechten, Backen im Holzofen, Brauen und Schnapsbrennen. Seit 2010 finden auch Open-Air-Konzerte auf dem Museumsgelände statt. Das Anwesen Beim Wofen wird als Wirtshaus u. a. auch für musikalische Auftritte genutzt.
2012 wurde das Museum als Veranstaltungsort für die wegen ihrer hauptsächlich von der Kreissparkasse Miesbach-Tegernsee getragenen Kosten von 120.000 Euro umstrittene Geburtstagsfeier des Miesbacher Landrats Jakob Kreidl (CSU) genutzt. Die Miete des Museums belief sich dabei auf 10.000 Euro.

## Printmedien
- Beatrice Härig: Wasmeiers neues Zuhause für Bauernhäuser. Monumente Verlag, Bonn 2021, ISSN 0941-7125, Nr. 3, Juni 2021, S. 37.[8]